# Liga ASOBAL 2019-2020
La Liga ASOBAL 2019-2020 è stata la 67ª edizione del torneo di primo livello del campionato spagnolo di pallamano maschile, organizzato dalla RFEMB.
La competizione è iniziata il 7 settembre 2019 e si è conclusa anticipatamente a maggio 2020 a causa della pandemia di COVID-19 che ha colpito l'Europa.
Il titolo è stato assegnato per la ventisettesima volta al Barcellona; non ci sono state retrocessioni.

## Formula del torneo
Il campionato si svolse tra 16 squadre che si affrontarono con la formula del girone unico all'italiana con partite di andata e ritorno.
Per ogni incontro i punti assegnati in classifica sono così determinati:
- due punti per la squadra che vinca l'incontro;
- un punto per il pareggio;
- zero punti per la squadra che perda l'incontro.

La squadra 1ª classificata al termine del campionato viene proclamata campione di Spagna.

## Squadre partecipanti
| Squadra                         | Città               | Palasport                       | Capacità |
| ------------------------------- | ------------------- | ------------------------------- | -------- |
| FC Barcelona Lassa              | Barcellona          | Palau Blaugrana                 | 8,250    |
| ABANCA Ademar León              | León                | Palacio de los Deportes         | 5,188    |
| Fraikin Granollers              | Granollers          | Palau d'Esports                 | 6,500    |
| Logroño La Rioja                | Logroño             | Palacio de los Deportes         | 4,851    |
| Liberbank Cuenca                | Cuenca              | El Sargal                       | 1,900    |
| Helvetia Anaitasuna             | Pamplona            | Anaitasuna                      | 3,000    |
| Bada Huesca                     | Huesca              | Palacio de Deportes             | 5,000    |
| Quabit Guadalajara              | Guadalajara         | Multiusos de Guadalajara        | 5,894    |
| Recoletas Atlético Valladolid   | Valladolid          | Polideportivo Huerta del Rey    | 5,500    |
| CD Bidasoa                      | Irun                | Polideportivo Artaleku          | 2,200    |
| Benidorm                        | Benidorm            | Palau d'Esports L'Illa          | 2,500    |
| Ángel Ximénez Avia PG           | Puente Genil        | Alcalde Miguel Salas            | 600      |
| Frigoríficos del Morrazo Cangas | Cangas del Morrazo  | O Gatañal                       | 3,000    |
| BM Puerto Sagunto               | Sagunto             | Pabellón Municipal              | 1,500    |
| BM Nava                         | Nava de la Asunción | Polideportivo Guerreros Naveros | 1,000    |
| DS Blendio Sinfín               | Santander           | La Albericia                    | 600      |

## Classifica finale
|  | Pos. | Squadra                       | Pt | G  | V  | N | P  | GF  | GS  | DR   | Note                 |
|  | ---- | ----------------------------- | -- | -- | -- | - | -- | --- | --- | ---- | -------------------- |
|  | 1.   | FC Barcelona Lassa            | 38 | 19 | 28 | 1 | 1  | 730 | 472 | +258 | EHF Champions League |
|  | 2.   | Abanca Ademar León            | 33 | 19 | 16 | 1 | 2  | 560 | 499 | +61  |                      |
|  | 3.   | BM Logroño La Rioja           | 30 | 19 | 15 | 0 | 4  | 596 | 523 | +73  |                      |
|  | 4.   | Bidasoa Irun                  | 27 | 19 | 12 | 3 | 4  | 523 | 478 | +45  |                      |
|  | 5.   | Liberbank Ciudad Encantada    | 23 | 19 | 11 | 1 | 7  | 520 | 489 | +31  |                      |
|  | 6.   | Fraikin Granollers            | 21 | 19 | 10 | 1 | 8  | 547 | 534 | +33  |                      |
|  | 7.   | Quabit Guadalajara            | 16 | 19 | 5  | 6 | 8  | 482 | 505 | -23  |                      |
|  | 8.   | Ángel Ximénez Avia PG         | 15 | 19 | 7  | 1 | 11 | 527 | 557 | -30  |                      |
|  | 9.   | BM Nava                       | 14 | 19 | 5  | 4 | 10 | 465 | 491 | -36  |                      |
|  | 10.  | Recoletas Atlético Valladolid | 14 | 19 | 7  | 0 | 12 | 523 | 553 | -30  |                      |
|  | 11.  | Fertiberia Puerto Sagunto     | 14 | 19 | 5  | 4 | 10 | 504 | 573 | -69  |                      |
|  | 12.  | BM Benidorm                   | 14 | 19 | 6  | 2 | 11 | 487 | 532 | -45  |                      |
|  | 13.  | Helvetia Anaitasuna           | 13 | 19 | 6  | 1 | 12 | 517 | 565 | -48  |                      |
|  | 14.  | Liberbank Cantabria Sifin     | 13 | 19 | 6  | 1 | 12 | 466 | 528 | -62  |                      |
|  | 15.  | Bada Huesca                   | 11 | 19 | 5  | 1 | 13 | 580 | 627 | -47  |                      |
|  | 16.  | Frigoríficos del Morrazo      | 8  | 19 | 2  | 4 | 13 | 458 | 559 | -101 |                      |